# De schat van de zeerover
De schat van de zeerover is het 37ste stripverhaal van Jommeke. De reeks wordt getekend door striptekenaar Jef Nys.

## Personages
- Jommeke
- Filiberke
- professor Gobelijn
- Loebas
- kleine rollen : Flip, Pekkie, Marie, veldwachter

## Verhaal
Filiberke verjaart, maar Jommeke heeft geen geld om een cadeau voor hem te kopen. Tijdens een wandeling vindt hij een kapotte miniatuur van een zeeroversschip in een vuilnisbak. Hij haalt het eruit en geeft het aan Filiberke als geschenk. Die is er erg blij mee. Ze ontdekken dat er coördinaten op het dek van het bootje staan. Jommeke vermoedt dat er op die plaats een zeeroversschat begraven moet liggen. De aangeduide plaats blijkt in de heide tussen Antwerpen en Nederland te liggen.
Jommeke krijgt van professor Gobelijn een nieuwe uitvinding waarmee hij gemakkelijk metalen in de ondergrond kan terugvinden. Met die uitvinding vinden ze redelijk snel de aangeduide plaats waar een ton vol goud en juwelen verborgen ligt. Er zit ook een testament van de zeerover, Mathias Houtepoot, in die de vinder opdraagt het geld te gebruiken voor goede doelen. Jommeke en Filiberke worden echter ontdekt door een stroper, Loebas. Hij neemt hen de schat af en graaft hen in. De vrienden ontsnappen en achtervolgen de stroper. Pas met de hulp van een veldwachter slagen ze erin de stroper te pakken en krijgen ze de schat terug. Zij houden een halssnoer voor hun moeders en de rest zal voor goede doelen gebruikt worden. Het verhaal eindigt wanneer Jommeke en Filiberke op zee een bloemenkrans voor de zeerover uitgooien.

## Achtergronden bij het verhaal
- In dit verhaal komt het thema van de schattenzoektocht opnieuw aan bod. Net als in De schildpaddenschat betreft het opnieuw een zeeroversschat die aan de goede doelen zal geschonken worden.
- Het testament dat Jommeke bij de gevonden schat vindt, dateert van 12 juni 1752. In De schildpaddenschat dateert een gelijkaardig testament van 12 juni 1753.
- Voormalig minister Frans Van Mechelen geeft in dit verhaal een lift aan Jommeke en Filiberke.
- Het album vindt grotendeels plaats in de Kalmthoutse heide, hoewel de locatie niet met naam genoemd wordt. Maar geef je de coördinaten in, dan kom je uit op een weide in Wuustwezel.
- In dit avonturenalbum spelen Flip en Pekkie geen rol van betekenis. Pekkies rol zit dan al enkele albums heel laag. Na dit album komt daar verandering in en wordt hun rol weer groter.
- De gouddetector, een nieuwe uitvinding van professor Gobelijn waarmee men makkelijk metalen in de ondergrond kan terugvinden wordt vele albums later opnieuw gebruikt in het album Het zevende zwaard.
- In 1968 werd deze strip verfilmd door Nys.